# Gypsy Snider
Gypsy Snider (San Francisco, 1970) es una directora, coreógrafa, acróbata y empresaria de circo canadiense-estadounidense. Conocida por ser la cofundadora de Les 7 Doigts de la main, una compañía de circo contemporáneo de Canadá y por coreografiar el musical Pippin de Broadway en 2013 con el que ganó un Drama Desk Award a la Mejor Coreografía.

## Trayectoria
Su madre Peggy y su padrastro Larry Pisoni, cofundaron el Pickle Family Circus. Su hermano Lorenzo Pisoni es payaso y actor. A los cuatro años, Snider hizo su debut actuando en el circo familiar. Asistió a la Escuela Urbana de San Francisco, junto a los acróbatas Ayin y Miriam de Sela, y más tarde a la escuela de teatro físico Scuola Teatro Dimitri en Suiza. Escribió y dirigió el espectáculo Circumstance para el circo de su familia.
En 2002, Snider cofundó junto a Shana Carroll, la compañía de circo contemporáneo Les 7 Doigts de la main. Carroll había sido aprendiz en el circo de la familia de Snider. La compañía estaba compuesta por Snider, Carroll, Isabelle Chassé, Patrick Léonard, Faon Shane, Sébastien Soldevila y Samuel Tétreault, todos artistas de circo que habían trabajado en el Cirque du Soleil. Actuaron por primera vez en el Festival Just for Laughs de Montreal, con el espectáculo Loft, dirigido por Snider.
Colaboró en 2005 con el Cirque Éloize en la dirección de Typo. Snider coreografió y codirigió junto a Carroll, en 2006, Traces,con el que obtuvo una nominación al premio Drama Desk de Nueva York a la Mejor Coreografía en 2008, espectáculo que recibe su nombre de la idea de que cada persona deja un legado o huellas a su paso.Ese mismo año, le diagnosticaron cáncer de colon.
En 2013, trabajó con Diane Paulus y Chet Walker para coreografiar una versión de Pippin en Broadway, en el que incluyó circo. Este trabajo le valió un Drama Desk Award y un Outer Critics Circle Award. Par de años más tarde, en 2015, también fue la coreógrafa del espectáculo Peter Pan.
Creó, dirigió y coreografió Réversible para Les 7 doigts en 2016, que fue descrita como “una mezcla fascinante de teatro, circo, danza, música y acrobacia, dedicada a una generación que forjó el mundo en el que vivimos hoy”.
En 2017 dio una charla sobre la evolución de las artes circenses en Estados Unidos, en el National Endowment for the Arts. También es profesora invitada en la Escuela Nacional de Circo de Montreal.Además, ha sido la coreógrafa de espectáculos para programas de televisión como America's Got Talent, para desfiles de moda de marcas como Bench, o para eventos como la ceremonia del sorteo de la Eurocopa 2020.
Les 7 doigts fue nombrada en 2020 como la compañía oficial de entretenimiento de los cruceros de Virgin Voyages, y bajo la dirección artística de Snider y Carroll, han creado espectáculos como Ships in the Night o una versión de Romeo y Julieta, llamada Duel Reality.

## Reconocimientos
En 2008 fue nominada a los Drama Desk Award por su espectáculo Traces, y en 2013, lo ganó a la Mejor Coreografía por Pippin. Este premio reconoce la excelencia del teatro hecho en Nueva York y uno de los más importantes del sector en los Estados Unidos. Por su trabajo con Pippin, también recibió el Outer Critics Circle Awards ese mismo año, un galardón a las mejores producciones de Broadway.
En 2015, recibió el premio Evolving Circus Award durante la 1.ª edición de la Celebration of American Circus, un reconocimiento que se concede a un "individuo cuyas contribuciones personales y/o profesionales hayan tenido un impacto significativo y permanente en el ámbito del circo en Estados Unidos".